# Euronat
Euronat bylo sdružení evropských nacionalistických politických stran, které vzniklo dne 9. října 2005.

## Členské strany
Mezi členy politického sdružení patřily:
- Národní fronta (Francie)
- Nová pravice (Nizozemsko)
- Tříbarevný plamen (Itálie)
- Národní demokraté (Švédsko)
- Národní demokraté (Španělsko)
- Britská národní strana (Spojené království)
- Sdružení pro republiku – Republikánská strana Československa (Česko)

Členové, kteří se v roce 1999 snažili založit Euronat:
- Národní fronta (Francie)
- Vlaams Belang (Belgie)
- Strana maďarské spravedlnosti a života (Maďarsko)
- Strana velkého Rumunska (Rumunsko)
- Srbská radikální strana (Srbsko)
- Slovenská národní strana (Slovensko)
- Švédští demokraté (Švédsko)
- Národní demokraté (Španělsko)
- Řecká fronta (Řecko)
- Italské sociální hnutí (MSI) (Itálie)